# Aplastamiento por elefante

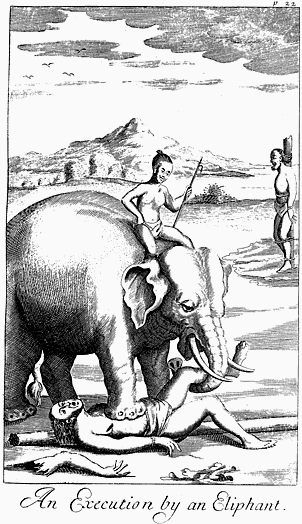
Los elefantes desmembraban ocasionalmente los cuerpos de los condenados, como se muestra en este dibujo de 1681 de An Historical Relation of the Island Ceylon, de Robert Knox.

Mapa de distribución de las zonas en las que se realizó aplastamiento por elefantes.

El aplastamiento por elefante fue un método de ejecución común para aquellos que eran condenados a muerte en el sur y sudeste asiático, especialmente en la India, durante casi 4000 años. Los elefantes se utilizaban en este caso para aplastar, desmembrar o torturar a los cautivos en ejecuciones públicas. Esta utilización de los elefantes a menudo atrajo el interés de los viajeros europeos, que se horrorizaban con las escenas, y se recogió en numerosos diarios contemporáneos y relatos de viajes a Asia. La práctica fue finalmente suprimida por los imperios europeos que colonizaron la región en los siglos XVIII y XIX.
Las primeras noticias que nos llegan de este tipo de ejecuciones proceden de la Antigüedad clásica. Sin embargo, la práctica ya estaba firmemente establecida por entonces y ha continuado hasta el siglo XIX.
Los romanos y los cartagineses también usaron este método en ocasiones, y en la Biblia se lo menciona (en el Deuteronomio), en la historia de José y en el Libro de los Macabeos al hablar acerca de los egipcios.

## Aspectos culturales
El uso de los elefantes como verdugos estaba unido a su utilización como símbolo del poder real. La inteligencia, domesticidad y versatilidad de los elephantidae les daba ventajas considerables respecto a animales salvajes como leones y osos, a menudo utilizados por los romanos como medio de ejecución. Los elefantes podían entrenarse para ejecutar a los prisioneros de muy variadas formas, prolongando la agonía hasta una muerte lenta mediante torturas o matando rápidamente a la víctima simplemente aplastándole la cabeza. Lo más importante es que además estaban bajo el control constante de su conductor (mahout), lo que permitía otorgar un perdón de último minuto en el caso de querer mostrar piedad.
Se tiene constancia de varios de esos episodios de perdón en el último segundo en varios reinos asiáticos. Los reyes de Siam al parecer entrenaban a los elefantes para hacer rodar al convicto por el suelo de forma lenta para que no fuera herido de gravedad. Akbar, el sultán del Imperio Mogol, se cuenta que «usó a los elefantes para castigar a los rebeldes y que al final a los prisioneros, presumiblemente muy castigados, se les perdonaba la vida». También se dice que en una ocasión Akbar llegó a lanzar a un hombre a los elefantes para recibir ese tratamiento durante cinco días, antes de finalmente perdonarle. Por último, estos animales también se usaban en ocasiones como una forma de ordalía, según la cual el condenado era liberado si lograba escapar con vida del elefante.

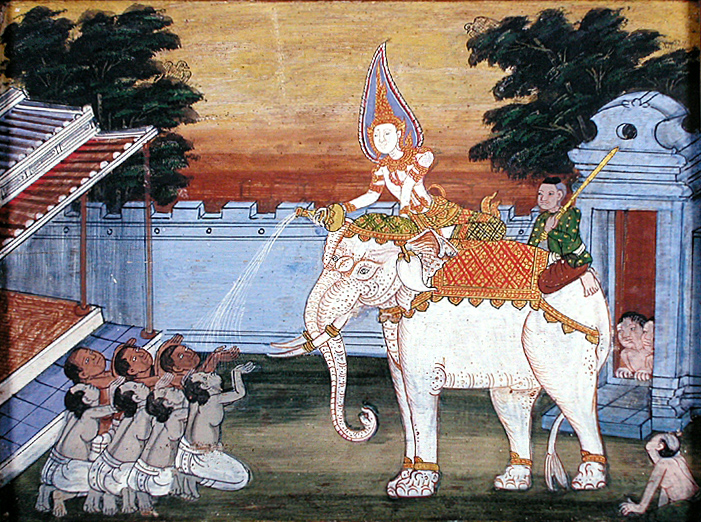
Un elefante blanco real, símbolo del poder en Tailandia.

El uso de los elefantes de esta forma tenía también un carácter simbólico. A través del elefante se representaba el poder real, de forma que la ejecución por esta vía también era una forma de hacer llegar al pueblo que el poder real se encargaba de dispensar la vida y la muerte. Los elefantes eran en muchas de las culturas asiáticas un símbolo de la autoridad real (y siguen siéndolo en algunos lugares, como Tailandia, en donde los elefantes blancos todavía son reverenciados). El uso como instrumentos del poder del Estado enviaba un mensaje de que el gobernante era capaz de dirigir a las criaturas más poderosas que existían, que le obedecían completamente: era el gobernante quien mantenía el dominio espiritual y moral sobre las bestias salvajes, añadiéndolo a su autoridad y halo místico frente a sus súbditos.
La muerte provocada por elefantes todavía es común en algunas partes de África y el sur de Asia en donde los humanos y los elefantes coexisten. Sólo en Sri Lanka mueren entre 50 y 100 personas al año en enfrentamientos entre humanos y elefantes.
Sin embargo, esos casos son resultado de elefantes salvajes atacando a humanos, en lugar de elefantes amaestrados siendo utilizados por humanos para matar a otros humanos. Ser aplastado por elefantes amaestrados también es un riesgo para los cuidadores de elefantes en los zoológicos, y hay varios casos al año
si bien, una vez más, se trata de accidentes.
Cuando trabajaba como oficial de policía en el gobierno británico colonial en Birmania en 1926, George Orwell se vio obligado a encargarse de un incidente en el que un elefante doméstico salió en estampida y mató a un hombre pisándole encima. Orwell describe este incidente en un famoso ensayo: Matar a un elefante, en el que comentaba que «la fricción del pie de la gran bestia había arrancado la piel de su espalda tan limpiamente como se arranca la de un conejo».

## Zonas geográficas
El aplastamiento por elefante se ha utilizado en diversas partes del mundo, tanto en imperios de Oriente como de Occidente.
Aunque los elefantes africanos son bastante más grandes que los asiáticos, el uso del elefante en África fue mucho menor tanto en la guerra como en ceremonias. Esto se puede atribuir al hecho de que el elefante africano es mucho más difícil de domesticar que el asiático. Algunos de los imperios africanos antiguos sí que utilizaron a los elefantes, aunque utilizaron una subespecie que actualmente está extinta: la Loxodonta (africana) pharaoensis.
El uso de los elefantes domesticados, por ello, se circunscribía a las zonas geográficas habitadas, o antiguamente habitadas, por los elefantes asiáticos.

## Potencias asiáticas

### Oeste asiático
Las ejecuciones con elefantes fueron usadas por varios poderes imperiales del oeste asiático durante el periodo medieval. Tenemos constancia de que el Imperio bizantino, el Imperio sasánida, la dinastía Selyúcida y la dinastía de los Timúridas utilizaron este método. Cuando el rey sasánida Cosroes II, que tenía un harén de 3000 mujeres y 12 000 esclavas, ordenó que se le entregara como esposa a Hadiqah, hija del cristiano Arab Na'aman, Na'aman se opuso a permitir a su hija cristiana entrar en el harén de un zoroastra. Por su oposición fue condenado a la muerte mediante aplastamiento por elefante.
Esta práctica parece que se adoptó en distintas partes del medio oeste musulmán.
El rabino Petachiah de Ratisbona, viajero judío del siglo XII, comentó una ejecución de este tipo vista por él mismo durante su estancia en el norte de Mesopotamia:

En Nínive hay un elefante. Su cabeza no es prominente. Es grande y se come aproximadamente dos vagones llenos de paja de una sola vez; su boca está a la altura de su pecho y cuando quiere comer, el elefante extiende sus labios para tomar la paja y llevársela a la boca. Cuando el sultán condena a cualquier persona a la pena de muerte, le dicen al elefante: «Esta persona es culpable» y el animal eleva al acusado con su labio y lo mata.

### Sur de Asia

#### Sri Lanka
Los elefantes fueron muy utilizados a lo largo del subcontinente indio y en el sureste asiático como medio de ejecución. El marinero inglés Robert Knox, en un texto de 1681, describe un método de ejecución por elefante que vio durante su cautiverio en Sri Lanka:

El rey los utiliza para las ejecuciones; atraviesan el cuerpo con sus colmillos y luego lo destrozan en pedazos y le arrancan miembro por miembro. Tienen un hierro afilado con tres bordes, que les ponen en los dientes en tales ocasiones.

Un viajero del siglo XIX, James Emerson Tennent, comenta que «un jefe de Sri Lanka, que había sido testigo de esas escenas, ha asegurado que los elefantes en ningún caso usaron sus colmillos sino que, poniendo el pie encima de la víctima postrada, arrancaban uno a uno sus miembros con movimientos repentinos de sus patas». Robert Knox hizo una descripción gráfica de este método a través de un famoso dibujo que incluyó en su libro An Historical Relation of the Island Ceylon.
Por su parte, el diplomático británico sir Henry Charles Sirr recogió la descripción de la visita que hizo a uno de los elefantes que habían sido usados por Sri Vikrama Rajasinha, el último rey de Kandy, para ejecutar criminales. El aplastamiento por elefante fue abolido por los británicos una vez tomaron el reino en 1815 pero el elefante del rey seguía vivo y, evidentemente, recordaba sus antiguos deberes. Sirr comenta:

Durante la dinastía nativa era una práctica habitual entrenar elefantes para dar muerte a los criminales aplastándoles, habiendo sido enseñadas estas criaturas a prolongar la agonía de los cautivos aplastándoles los miembros y evitando las partes más vitales de su cuerpo. Con el último rey tirano de Kandy, éste era el método de ejecución favorito, y dado que durante nuestro viaje uno de los elefantes ejecutores se encontraba en la antigua capital, estábamos ansiosos de probar la sagacidad y memoria del animal. El animal era moteado y de un tamaño enorme, y se encontraba de pie y silencioso con su cuidador sentado sobre su cuello. El noble que nos acompañaba pidió al hombre desmontara y que se pusiera de pie a su lado.
El jefe entonces dio una orden a la criatura: «¡Mata al miserable!». El elefante levantó su trompa y la giró, como si estuviera agarrando a un humano; entonces empezó a hacer movimientos como si depositase al hombre delante de él, levantó despacio su pata delantera, colocándola alternativamente en los lugares en las que los miembros del condenado habrían estado. El elefante continuó haciéndolo durante unos minutos; luego, como si estuviese ya satisfecho de que los huesos estuvieran rotos, el elefante levantó su trompa sobre su cabeza y se quedó quieto; el jefe entonces le ordenó 'terminar el trabajo', y la criatura inmediatamente colocó un pie en donde habría estado el abdomen de la víctima y el otro sobre su cabeza, aparentemente usando toda su fuerza para aplastar y terminar con el sufrimiento del condenado.

#### India

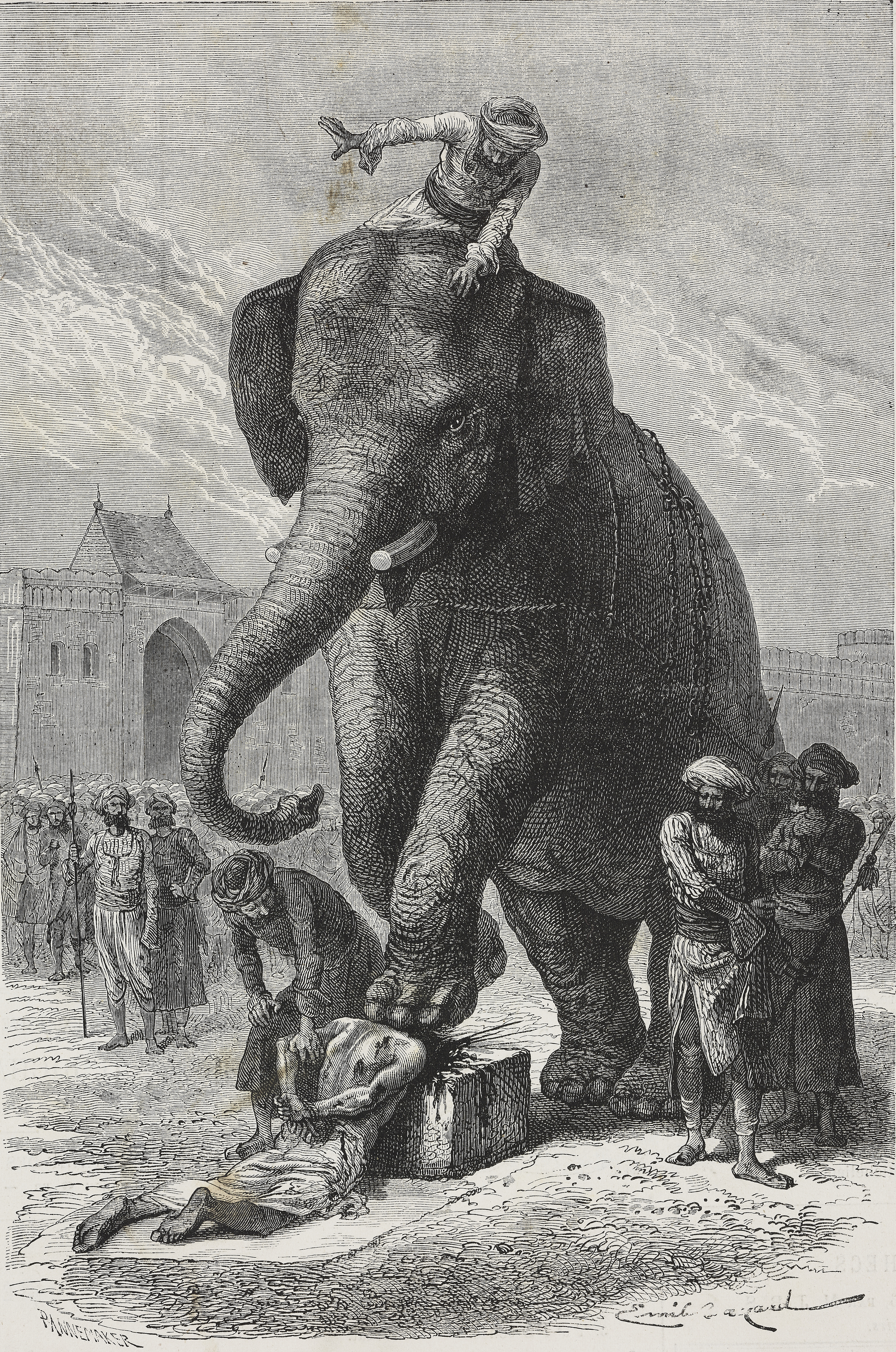
Rousselet describió esta ejecución en Le Tour du Monde en 1868.

Los elefantes se utilizaron en India como la forma de ejecución preferente durante siglos. Los gobernantes hindúes y musulmanes ejecutaban «bajo los pies de los elefantes» a defraudadores de impuestos, rebeldes y soldados enemigos sin hacer distinción. Las antiguas Leyes de Manu, escritas alrededor del siglo II a. C., condenaban a la ejecución mediante aplastamiento por elefante en multitud de ofensas. En caso de robo, por ejemplo, «el rey haría que cualquier ladrón capturado en conexión con dicha desaparición fuese ejecutado por un elefante».
Durante la era del Imperio mogol, «era una forma habitual de ejecución en esos días el mandar al ofensor bajo las patas de un elefante». Nos han llegado muchas fuentes que confirman esta forma de proceder. El capitán Alexander Hamilton, por ejemplo, describía en un escrito de 1727 cómo Sha Jahan, gobernante del Imperio, ordenó que un comandante militar fuese llevado «al Jardín de los Elefantes, y que ahí fuese ejecutado por un elefante, lo que se reconoce como una muerte terrible y vergonzante». El emperador Humayun, por su parte, ordenó que fuese ejecutado así un imam del que creía (al parecer erróneamente) que se mostraba crítico con su reino. Otros monarcas, como el emperador Jahangir, también adoptaron este tipo de ejecución para su propio entretenimiento, y se dice que ordenó que gran número de los criminales fueran aplastados para ese propósito. En este caso, el viajero francés, que fue testigo de las ejecuciones, recordaba su tristeza al contemplar el placer que el emperador obtenía de este castigo tan cruel. Sin embargo, el aplastamiento no era el único método utilizado por el Imperio Mogol: en el sultanato de Delhi los elefantes también se entrenaban para cortar a los prisioneros en pedazos mediante el uso de «cuchillas afiladas adheridas a sus colmillos».
Sin embargo, los mogules no eran los únicos que utilizaban el aplastamiento por elefante; durante el siglo XVIII la Confederación Maratha, rival de los mogules, también usó este método de ejecución. Sambhaji, por ejemplo, ordenó esta forma de ejecución para una serie de conspiradores, incluyendo al oficial Anaji Datto, a finales del siglo XVII. El maratha Sardar Santaji Ghorpade (1764-1794) admitió tener una debilidad por este tipo de castigo en particular y ante los mínimos errores, sentenciaba al ofensor a ser aplastado bajo las enormes patas de su elefante real. El historiador contemporáneo Khafi Khan cuenta que «por una ofensa trivial, [Santaji] mandaría a un hombre bajo los pies de un elefante».
Robert Kerr, escritor de principios del siglo XIX, relata cómo el rey de Goa «mantiene a una serie de elefantes para la ejecución de malhechores. Cuando uno de éstos es llamado para despachar a un criminal, si el guardián quiere que el ofensor sea destruido rápidamente, esta inmensa criatura le aplastará instantáneamente reduciéndole a átomos bajo sus pies; pero si desea torturarle, le romperá los miembros de forma sucesiva, como los hombres se rompen en la rueda». El naturalista Georges-Louis Leclerc, Comte de Buffon citaba esta flexibilidad de propósito como evidencia de que los elefantes eran capaces de «razonamiento humano, en lugar de simple instinto natural».
La mayoría de los rajás conservaban a los elefantes con el único propósito de usarlos en las ejecuciones a través de aplastamientos. Por otro lado, estas ejecuciones a menudo se hacían en público como advertencia a cualquiera que se atreviera a infringir las leyes. Con este fin, muchos de los elefantes eran especialmente grandes, a menudo pesando más de nueve toneladas. Las ejecuciones se intentaba que fuesen espantosas, incluso repugnantes, y, por los relatos que nos han llegado, seguramente lo solían ser. A menudo se precedían de la tortura pública del condenado por el mismo elefante que al terminar lo ejecutaría. Se ha conservado un relato de ese tipo de tortura y ejecución en la ciudad de Vadodara en 1814, que ha sido preservado en Las Anécdotas de Percy:

El hombre era un esclavo, y dos días antes había asesinado a su dueño, hermano de un jefe nativo llamado Amir Sahib. Alrededor de las once fue traído el elefante, con sólo el conductor en su espalda, rodeado de nativos con bambúes en las manos. El criminal fue colocado tres yardas detrás, en el suelo, sus piernas atadas por tres cuerdas, que a su vez estaban atadas a un anillo en la pata trasera derecha del animal. A cada paso que daba el animal le arrastraba hacia delante, y cada ocho o diez pasos le dislocaba algún miembro, que cuando el elefante había avanzado unas quinientas yardas estaban ya todos sueltos y rotos. El hombre, aunque cubierto de lodo, mostraba todos los signos de vida, y parecía estar pasando por el peor de los tormentos. Tras haber sido torturado de esta forma alrededor de una hora, se le llevó fuera de la ciudad, en donde el elefante, que está entrenado para este propósito, avanzó marcha atrás y puso su pata encima de la cabeza del criminal.

El uso de elefantes para las ejecuciones continuó hasta bien entrada la segunda mitad del siglo XIX. Durante una expedición a la India del centro en 1868, Louis Rousselet describió el uso de un elefante para ejecutar a un criminal. Se hizo un bosquejo de la ejecución, donde se mostraba al inculpado siendo forzado a poner su cabeza sobre un pedestal y mantenerlo allí mientras que su cabeza era aplastada por la pata del elefante. Del bosquejo se hizo un grabado en fibra y fue impreso en la popular revista francesa de viajes y aventuras "Le Tour du Monde".
A lo largo de los siglos XVIII y XIX era común que las cortes de la justicia musulmana del sur de Asia sentenciaran a sus convictos al aplastamiento por elefantes. Con el poder creciente del Imperio Británico fueron reduciéndose de forma gradual y, eventualmente, desapareciendo este tipo de ejecuciones. En un escrito de 1914, Eleanor Maddock comentó que en Cachemira, desde la llegada de los europeos, «muchas de las antiguas costumbres están desapareciendo - y una de éstas es la espantosa costumbre de ejecutar a los criminales mediante un elefante entrenado para ese propósito y que se conocía por el nombre hereditario de 'Gunga Rao'».

### Sudeste asiático
En cualquier caso, los indios no monopolizaron este tipo de ejecución, que también parece haber sido usado ampliamente en el sudeste asiático. Los elefantes se dice que han sido usados para las ejecuciones en Myanmar desde los tiempos históricos más antiguos al igual que en el reino de Champa, el otro lado de la península de Indochina. En Siam los elefantes se entrenaban para lanzar al condenado al aire antes de revolcarle hasta la muerte. El diario de John Crawfurd recoge otro método de ejecución mediante el uso de un elefante utilizado en el reino de Cochinchina (actualmente el sur de Vietnam), en dónde sirvió como mensajero inglés de 1821:

10 de julio -... Ongbo, nuestro guardián, nos hizo llamar, y nos informó de que el día 12 once ladrones iban a ser ejecutados mediante el elefante favorito de su majestad, En estas ocasiones el criminal es atado a un palo, y el elefante corre hacia él y lo aplasta hasta la muerte.

## Imperios occidentales
Los romanos, cartagineses y macedonios utilizaron durante muchos siglos a los elefantes con fines militares (el caso más famoso es el de los elefantes de Aníbal), y ocasionalmente para llevar a cabo ejecuciones. La muerte bajo el pie de un elefante era común para los desertores o prisioneros así como para los criminales militares, según los cronistas antiguos.
Pérdicas, que se convirtió en el regente de Macedonia tras la muerte de Alejandro Magno en 323 a. C. hizo que en la ciudad de Babilonia los amotinados de la facción de Meleagro fuesen arrojados a los elefantes para ser aplastados. El escritor romano Quinto Curcio Rufo relata la historia en sus Historiae Alexandri Magni: «Pérdicas vio que [los amotinados] estaban paralizados y a su merced. Apartó del cuerpo principal a 300 hombres que habían seguido a Meleagro en el tiempo en que había salido del primer encuentro mantenido tras la muerte de Alejandro, y delante de los ojos de todo el ejército los arrojó a los elefantes. Todos fueron revolcados hasta la muerte bajo los pies de las bestias...».
De forma parecida, el escritor romano Valerio Máximo escribió como el general Lucio Emilio Paulo Macedónico «después de que el rey Perseo fuese derrotado [en 167 a. C.], por la misma falta (deserción) arrojó a los hombres bajo los elefantes para ser aplastados [...] Y realmente la disciplina militar necesita este tipo de castigo severo y abrupto, puesto que así es como la fuerza de las armas se mantiene firme, la cual, cuando se aparta del buen camino, será subvertida».
Hay menos datos acerca de la utilización de elefantes como forma de ejecución de la población civil. Uno de los ejemplos es el mencionado por Flavio Josefo para Deuteronomio, [cita requerida] aunque la historia es probablemente apócrifa. En 3 Macabeos se describe un intento de Ptolomeo IV Filopator de esclavizar a los judíos de Egipto con el símbolo de Dioniso. Como la mayoría de judíos se resistió, se dice que el rey los rodeó para que fueran aplastados por elefantes. La ejecución en masa fue finalmente evitada, supuestamente por la intervención de ángeles, después de la cual Ptolomeo adoptó un nuevo comportamiento más tolerante con sus súbditos judíos.